# Hanna Yttereng
Hanna Maria Yttereng (* 20. Februar 1991 in Trondheim, Norwegen) ist eine ehemalige norwegische Handballspielerin.

## Karriere
Yttereng spielte anfangs beim norwegischen Verein Klæbu und wechselt 2006 in die Jugendabteilung von Byåsen IL. In der Saison 2008/09 lief sie erstmals mit der Damenmannschaft von Byåsen in der höchsten norwegischen Spielklasse auf. Eine Saison später stand sie beim Erstligaaufsteiger Selbu IL unter Vertrag. Anschließend kehrte die Kreisläuferin wieder zu Byåsen IL zurück. Im Dezember 2011 wurde die Rechtshänderin bis Saisonende 2011/12 am Zweitligisten Utleira IL ausgeliehen. Nach Saisonende schloss sie sich dem Erstligisten Levanger HK an. Im Sommer 2014 wechselte sie zum deutschen Bundesligisten SG BBM Bietigheim. Im Februar 2017 wechselte sie zum ungarischen Verein Kisvárdai KC. Im Sommer 2017 kehrte sie wiederum zu Byåsen IL zurück. Eine Spielzeit später schloss sich Yttereng dem Ligakonkurrenten Vipers Kristiansand an. Mit den Vipers gewann sie 2019, 2020, 2021 und 2022 die norwegische Meisterschaft, 2021 und 2022 die EHF Champions League sowie 2019, 2020 und 2021 die Norgesmesterkap, den norwegischen Pokalwettbewerb. Schwangerschaftsbedingt pausierte sie in der Saison 2022/23. Anschließend verließ sie die Vipers.
Yttereng lief für die norwegische Jugend- und Juniorinnennationalmannschaft auf. Mit der Juniorinnenauswahl gewann sie 2009 die Europameisterschaft sowie 2010 die Weltmeisterschaft. Seit 2011 gehört Yttereng dem Kader der Frauen-Nationalmannschaft, für die sie bislang neun Länderspiele bestritt.